# Вартманнштеттен
Вартманнштеттен (нем. Wartmannstetten) — ярмарочная коммуна (нем. Marktgemeinde) в Австрии, в федеральной земле Нижняя Австрия. 
Входит в состав округа Нойнкирхен.  Население составляет 1626 человек (на 31 декабря 2005 года). Занимает площадь 21,44 км². Официальный код  —  3 18 44.

## Политическая ситуация
Бургомистр коммуны — Йоханн Гнайс (АНП) по результатам выборов 2010 года.
Совет представителей коммуны (нем. Gemeinderat) состоит из 19 мест.
- АНП занимает 15 мест.
- СДПА занимает 4 места.